# Проституция в Молдове
Проституция в современной Молдавии является противозаконной деятельностью и в основном вызывает тревогу в контексте нелегальной контрабанды женщин с целью их дальнейшей сексуальной эксплуатации.

## Контекст явления
Молдавия имеет население около 4,3 миллиона человек, по данным Программ развития ООН на 2004 год. До августа 1991 года она была составной частью Советского Союза и поэтому историческая основа гендерных взаимоотношений и сексуальности в стране могла быть обрисована принимая во внимание общесоюзную модель. 
После распада СССР Молдавия испытала серьёзные потрясения, вслед за которыми последовала серия стихийных бедствий и финансовый кризис 1998 года в России. По этой причине социальное обеспечение общества было пожертвовано в угоду проведения экономических реформ, которые оказались плохо продуманы и неудачно реализованы. В результате, процесс перехода страны к рыночной экономике подхлестнул развитие контрабанды людей, а в стране прочно утвердилась коррупция (см. коррупция в Молдавии), которая уже принимается во внимание даже Советом Европы.
В настоящее время уровень бедности в стране является очень высоким, госструктуры функционируют неэффективно, а ситуация с выплатой пенсий и пособий близка к критической, причём особенно остро она стоит в сельских районах Молдавии. От 10% до 20% населения страны являются официально безработными, а возможности трудоустройства для женщины крайне ограничены по сравнению с шансами на трудоустройство для мужчины. Как следствие, по данным на 2003 год до 71 % молдавской молодёжи выразили желание покинуть страну, а общее число уже уехавших составляло от 600 тысяч до 1 миллиона человек. Из этих цифр следует, что около четверти населения уже эмигрировали из страны.

## Общее описание
Поскольку Молдавия является одной из самых бедных стран в Европе, она стала одним из основных экспортёров проституток.
Торговцы живым товаром выбирают жертвы в небольших деревнях. Власти пытаются вести с этим явлением борьбу. Полное количество людей, вовлечённых в торговлю людьми по стране оценивается от 200 до 300 тысяч человек. Собраны сведения, что в Израиль 46 % проституток поставляются из Молдавии, 25 % — из Украины (см. «Проституция на Украине»), 13 % — из России и центральноазиатских республик. Наряду с албанскими, румынскими и украинскими женщинами молдаванки являются одной из самых многочисленных групп людей, которых незаконно перевозят через Балканы в Западную Европу для сексуальной эксплуатации. Сильными позициями в этом бизнесе обладает албанская мафия, которая нелегально ввозит в Италию через балканские государства румынок, украинок и молдаванок перепродавая каждую из них от одного владельца другому до десяти раз. Другим каналом транспортировки молдавских и украинских женщин является российско-финская граница, где они проникают в Европу через пограничный переход Райа-Йоосеппи для занятий проституцией в северной Норвегии и Финляндии. Ввиду того, что в Молдавии на национальном уровне наблюдается острая нехватка средств на борьбу с этим явлением, широко распространены коррупционные связи между государственными чиновниками и организованной преступностью (см. организованная преступность в Молдавии), то значимое противодействие нелегальной торговле женщинами оказывается только неправительственными организациями.
Начиная с 2002 года в молдавскую индустрию отдыха и досуга начали поступать щедрые инвестиции со стороны турецкого бизнеса, которые вкладывались в основном в отели и ночные клубы Кишинёва. В то же самое время компания «Турецкие авиалинии» наладила регулярное авиасообщение Кишинёва со Стамбулом, которое в настоящее время составляет два рейса в день. Это способствовало бурному развитию турецкого секс-туризма в Молдавии и соответствующей инфраструктуры (ресторанов, кабаре и т. п.), где приезжие иностранцы могут проводить свой досуг.

## Законодательство
Занятие проституцией запрещено 27 июля 1987 года.
До 31 мая 2009 года за это полагался штраф или административный арест на срок до 30 суток, потом административный арест заменили неоплачиваемым трудом в пользу общества на срок от 20 до 40 часов.
29 декабря 2005 года было решено, что санкции не распространяются на жертв торговли людьми; новый закон «О правонарушениях» дал этой норме более широкую формулировку: «лицо, привлечённое к занятию проституцией вопреки своему желанию».
Проституция в Приднестровской Молдавской Республике карается только штрафом, однако такой оговорки, как в молдавском законодательстве, там нет.